# Wasserkraftwerk La Vírgen
Das Wasserkraftwerk La Vírgen (span. Central Hidroeléctrica La Vírgen) befindet sich am Río Tarma in Zentral-Peru. Das Kraftwerk liegt im Distrikt San Ramón in der Provinz Chanchamayo der Verwaltungsregion Junín. Betreiber der Anlage ist La Vírgen S.A.C.
Das Wasserkraftwerk La Vírgen ist das unterste einer Kraftwerkskaskade am Río Tarma. Es liegt am linken Flussufer 9 km westsüdwestlich der Stadt San Ramón am Osthang der peruanischen Zentralkordillere auf einer Höhe von 1100 m. Das Kraftwerk ging zwischen Ende 2017 und Mitte 2018 in Betrieb. Am Bau des Kraftwerks war die brasilianische Firma Alupar beteiligt. 

## Kraftwerk
Das oberirdisch gelegene Maschinenhaus beherbergt drei vertikal-gerichtete Pelton-Turbinen mit einer Nominalleistung von jeweils 28,81 Megawatt. Das Wasserkraftwerk nutzt eine Brutto-Fallhöhe von 345,9 Metern und ist für eine Ausbauwassermenge von 30,45 Kubikmetern pro Sekunde ausgelegt. Unterhalb des Kraftwerks wird das Wasser in den Fluss zurückgeleitet. Etwa 400 Meter südwestlich des Maschinenhauses befindet sich das Umspannwerk.

## Wehr
Knapp 6,5 km flussaufwärts befindet sich am Río Tarma ein Wehr (⊙) mit mehreren Absetzbecken auf der linken Uferseite. Das Wehr liegt direkt unterhalb der Einmündung der Quebrada Guayabal. Auf der gegenüberliegenden Uferseite liegt das Wasserkraftwerk Yanango. Das Turbinenwasser des Kraftwerks Yanango ergänzt durch das am Wehr abgeleitete Wasser wird über einen etwa 5 km langen Zuleitungstunnel, der durch den linken Talhang führt, durch einen anschließenden Druckstollen sowie eine horizontale Druckleitung dem Kraftwerk zugeführt.